# Object REXX
Object REXX è un linguaggio di programmazione di scripting orientato agli oggetti inizialmente prodotto da IBM per il sistema operativo OS/2. È un successore del REXX classico, originariamente creato per la componente CMS di VM/SP e in seguito convertito a MVS, OS/2 e PC-DOS.
Nel 2004, IBM rilasciò Object REXX come software open source, dando alla luce Open Object Rexx, ora disponibile per diversi sistemi operativi, tra i quali: Linux, Solaris e Windows. Object REXX supporta l'ereditarietà multipla attraverso l'uso di classi mixin.